# Ruffiniho tělísko

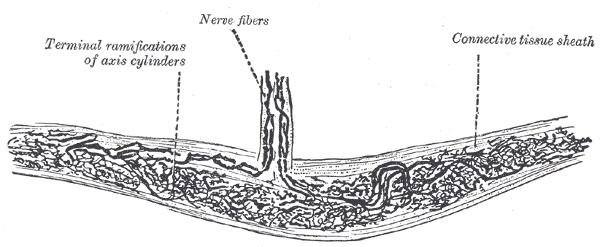
Ruffiniho tělísko

Ruffiniho tělísko známé též jako Ruffiniho keříčkovité zakončení, je stočené nemyelinizované nervové zakončení ve škáře kůže, kloubních pouzdrech a vazech, které je opouzdřeno kolagenní tkání.
Poprvé ho popsal Angelo Ruffini, italský histolog a embryolog. Řadí se mezi pomalu se adaptující termoreceptory a mechanoreceptory.

## Histologie
Ruffiniho tělíska nalézáme v kůži v podobě zploštělých opouzdřených nervových tělísek 0,25-1,5 mm dlouhých. Tato tělíska jsou složena z konců nervových vláken. Vlákna jsou zbavena myelinové pochvy a rozčleněna na kratší větve s terminálními knoflíkovými zduřeními mezi výběžky fibrocytů. Celý tento komplex je pak obalen pouzdrem, které se skládá ze 2-8 lamel, patrně perineurálního původu. Pouzdro je pak lemováno laminou basalis - tenkou vrstvou mezibuněčné hmoty, která odděluje jednotlivé buňky jejich populace.

## Výskyt
Ruffiniho tělíska se vyskytují v kloubních pouzdrech savců, v dermis prstů ruky a nohy, ve vazivu řasnatého tělesa oka a podél cév. V kloubních pouzdrech byly objeveny 3 typy těchto tělísek, vzájemně se rozlišují v závislosti na jejich poloze. Krom předávání informace o teplotě jsou schopny registrovat tlak, rychlost, pozici a reagovat na dotyk.

## Vliv teploty
Účinnost Ruffiniho tělíska je teplotně závislá, pokud teplota v okolí stoupá, zvyšuje se jeho citlivost a naopak se snižující teplotou klesá.